# Veli-Mikko Korhonen
Veli-Mikko Korhonen (Kuopio, 1936. október 14. – Helsinki, 1991. augusztus 19.) finn nyelvész, finnugrista, a Magyar Tudományos Akadémia tiszteleti tagja.

## Életútja
1973-tól haláláig a Helsinki Egyetem finnugor tanszékének rendkívüli egyetemi tanára volt, ezzel párhuzamosan a Finn Tudományos Akadémia kutatójaként is tevékenykedett.

## Munkássága
Általános nyelvészeti kutatásai mellett főként finnugor nyelvészettel foglalkozott. 1967-es kandidátusi értekezésének témája a lapp nyelv alaktana volt, teljes áttekintést nyújtó lapp nyelvtörténeti monográfiájával végül 1981-ben készült el. Emellett munkatársaival együtt megalkotta a kolta számi helyesírási rendszerét. Tudományos eredményei közül kiemelkednek az uráli nyelvek történeti, összehasonlító alapon végzett alaktani és hangtani vizsgálatai, kezdeményezésére állították össze a Helsinki Egyetemen az uráli nyelvek adatbázisát. Áttekintette és korszerű szemlélettel új megvilágításba helyezte a 19–20. századi finnugrisztikai kutatásokat és szintetizáló összegzéseket, sajtó alá rendezte Yrjö Wichmann (1868–1932) udmurt szótárát (Wotjakischer Wortschatz, 1987).
Jelentős érdemeket szerzett a finnországi hungarológiai képzés megindításában.

### Társasági tagságai és elismerései
1986-ban a Magyar Tudományos Akadémia tiszteleti tagjává választották. A helsinki Finnugor Társaság főtitkári, 1981 és 1990 között elnöki tisztét töltötte be.

## Főbb művei
- Die Konjugation im Lappischen: Morphologisch-historische Untersuchung. Helsinki: Suomalais-Ugrilainen Seura. 1967
- Koltansaamen opas. [’Áttekintő kolta számi nyelvtan.’] Helsinki: Castrenianum. 1973 (Jouni Mosnikoff-fal és Pekka Sammallahtival)
- Über die struktural-typologischen Strömungen (Drifts) in den uralischen Sprachen. In: Congressus Quintus Internationalis Fenno-Ugristarum. Toim. Osmo Ikola. Turku. 1980, 20–27. o.
- Johdatus lapin kielen historiaan. [’Bevezetés a lapp nyelv történetébe.’] Helsinki: Suomalaisen Kirjallisuuden Seura. 1981
- Finno-Ugrian language studies in Finland 1828–1918. Helsinki: Societas Scientiarum Fennica. 1986